# Говодарва (Мехединци)
Говодарва (рум. Govodarva) насеље је у Румунији у округу Мехединци у општини Казанешти. Oпштина се налази на надморској висини од 216 m.

## Становништво
Према подацима из 2002. године у насељу је живело 63 становника, од којих су сви румунске националности.